# バス (哨戒フリゲート)
バス (USS Bath, PF-55) は、アメリカ海軍の哨戒フリゲート。タコマ級フリゲートの1隻。艦名はメイン州バスに因む。その名を持つ艦としては2隻目。

## 艦歴
バスは海事委任契約（船体番号1480）の下、1943年8月23日にウィスコンシン州ミルウォーキーのフローミング・ブラザーズ社で起工した。4月15日まではPG-163と呼ばれた。1943年11月14日にフレッド・R・E・ディーン夫人によって命名、進水、ニューオーリンズのペンドルトン造船所で竣工し、1944年9月9日に艦長ジョン・R・スチュアート沿岸警備隊中佐の指揮下就役した。
バスは9月25日にニューオーリンズを出発し、バミューダで整調訓練を行った後11月1日にフィラデルフィア海軍工廠に到着、整調後の修理および改修が行われた。メイン州ロックランド沖で公試を行い、フィラデルフィアで信頼性試験を行った後1944年12月30日にデラウェア岬を発ち、イースタン・シー・フロンティア隷下の第20.9任務群に合流するためニューヨークに向かった。
フロンティアの拠点であるニューヨーク州スタテンアイランドのトンプキンズヴィルでバスは第38護衛部隊に加わり、1945年1月6日に船団護衛任務でグアンタナモ湾に向かう。25日にニューヨークに帰還し、その後5月半ばまでトンプキンズヴィルから他の護衛艦と共に対潜哨戒任務に当たった。ステーションでの任務の間、バスはニューヨーク付近で船団ルートに接近する船舶を警戒した。
1945年5月17日に船団護衛任務を解除され、翌18日にバスは第10海洋気象ステーションに到着、ジャック・W・ウィルク (USS Jack W. Wilke, DE-800) と任務を交代したが、バス自身も同日任務を交代することとなった。ニューヨークに帰還すると、6月11日に太平洋へ向かうよう命じられる。ベスレヘム・スチールのマリナーズ・ハーバー造船所で修理および改修が行われた後、スタテンアイランドで保管された。7月14日、レンドリース法に基づきソ連海軍に貸与されることが決定し、22日にパナマ運河を通過、30日にカリフォルニア州サンペドロに到着した。その後ワシントン州シアトルに移動し、バスは1945年8月28日にシベリアに向けて出航した。9月9日にペトロパヴロフスクで退役、9月25日付けで赤色海軍太平洋艦隊に就役した。
ソ連では「護衛艦」を意味する「EK」の略号が付与され、EK-29（ロシア語:ЭК-29エーカー・ドヴァーッツァヂ・ヂェーヴャチ）と命名された。ソ連海軍で実戦に参加することはなく、1949年11月15日には除籍された。同日、横須賀でアメリカ海軍に返還され、同地で保管された。
1953年12月23日、日米船舶貸与協定に基づく最終引渡し艦として警備隊（後の海上自衛隊）に貸与され、「まき (PF-18) 」として就役し、同日付で「けやき」、「とち」、「しい」とともに第3船隊を新編した。1954年4月10日、第3船隊は第2船隊群（後の第2護衛隊群）に編入された。1957年9月1日、艦籍番号がPF-298に変更された。1961年12月1日にアメリカ海軍から除籍され、1962年8月28日に貸与から供与へと変更された。1964年3月15日、第3護衛隊が廃止となり、呉地方隊に編入。その後、1966年3月31日、練習船（YTE-09）に区分変更され、1969年3月31日に除籍。1971年7月12日にアメリカ海軍に返還され、同年12月13日に台湾の Chin Ho Fa Steel and Iron Co. にスクラップとして売却された。